# Teva Victor
 (octobre 2022).
La mise en forme du texte ne suit pas les recommandations de Wikipédia : il faut le « wikifier ».
Les points d'amélioration suivants sont les cas les plus fréquents. Le détail des points à revoir est peut-être précisé sur la page de discussion.
- Les titres sont pré-formatés par le logiciel. Ils ne sont ni en capitales, ni en gras.
- Le texte ne doit pas être écrit en capitales (les noms de famille non plus), ni en gras, ni en italique, ni en « petit »…
- Le gras n'est utilisé que pour surligner le titre de l'article dans l'introduction, une seule fois.
- L'italique est rarement utilisé : mots en langue étrangère, titres d'œuvres, noms de bateaux, etc.
- Les citations ne sont pas en italique mais en corps de texte normal. Elles sont entourées par des guillemets français : « et ».
- Les listes à puces sont à éviter, des paragraphes rédigés étant largement préférés. Les tableaux sont à réserver à la présentation de données structurées (résultats, etc.).
- Les appels de note de bas de page (petits chiffres en exposant, introduits par l'outil «  Source ») sont à placer entre la fin de phrase et le point final[comme ça].
- Les liens internes (vers d'autres articles de Wikipédia) sont à choisir avec parcimonie. Créez des liens vers des articles approfondissant le sujet. Les termes génériques sans rapport avec le sujet sont à éviter, ainsi que les répétitions de liens vers un même terme.
- Les liens externes sont à placer uniquement dans une section « Liens externes », à la fin de l'article. Ces liens sont à choisir avec parcimonie suivant les règles définies. Si un lien sert de source à l'article, son insertion dans le texte est à faire par les notes de bas de page.
- La présentation des références doit suivre les conventions bibliographiques. Il est recommandé d'utiliser les modèles {{Ouvrage}}, {{Chapitre}}, {{Article}}, {{Lien web}} et/ou {{Bibliographie}}. Le mode d'édition visuel peut mettre en forme automatiquement les références.
- Insérer une infobox (cadre d'informations à droite) n'est pas obligatoire pour parachever la mise en page.

Pour une aide détaillée, merci de consulter Aide:Wikification.
Si vous pensez que ces points ont été résolus, vous pouvez retirer ce bandeau et améliorer la mise en forme d'un autre article.
Teva Victor né le 30 septembre 1971 à Bora-Bora (Îles-sous-le-Vent, Polynésie française), est un sculpteur tahitien vivant à Punaauia. Il est le fils du célèbre explorateur Paul-Émile Victor.

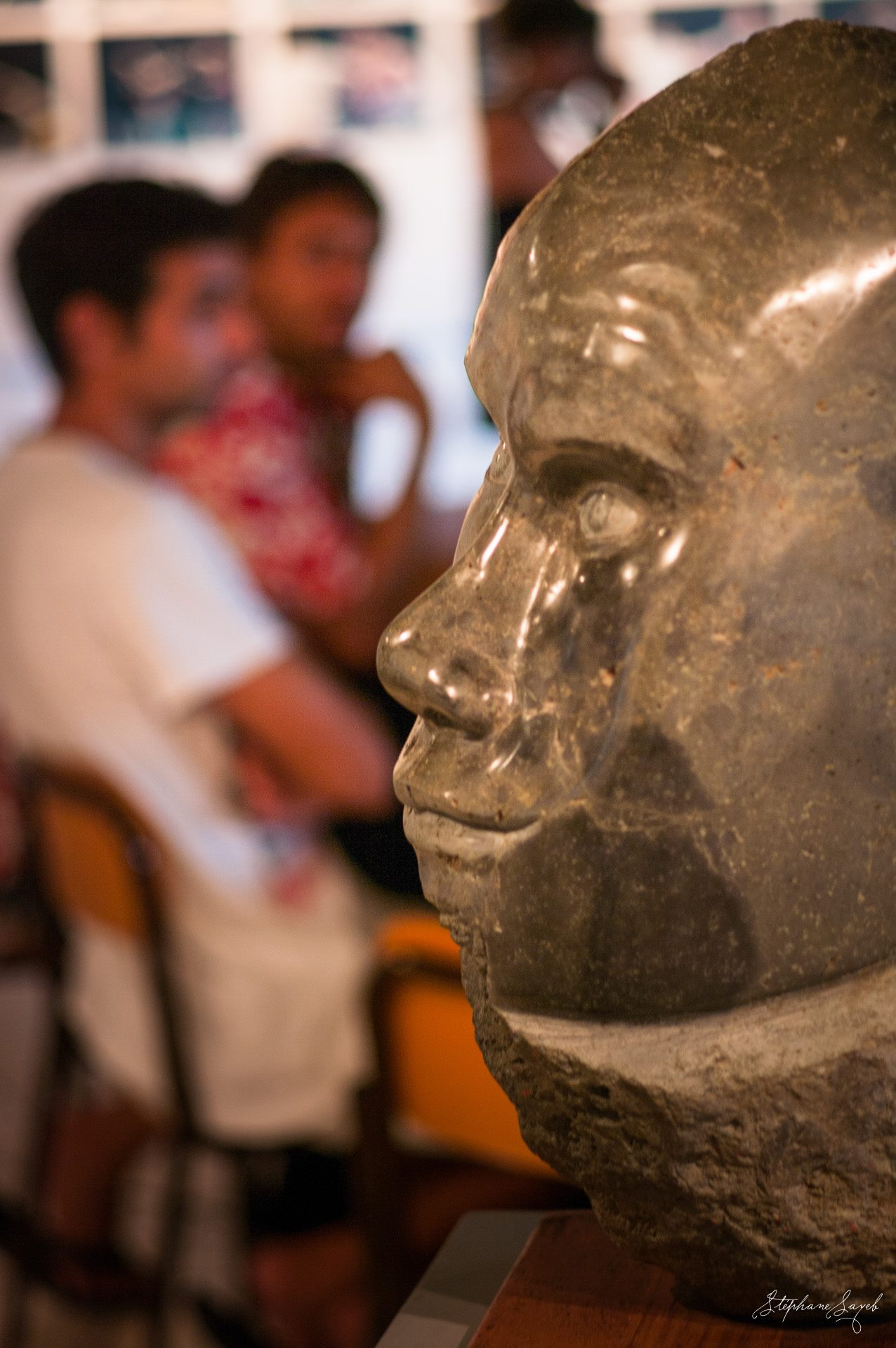
Sculpture sur pierre de Teva Victor, exposition CCCTP action directe 2014.

## Biographie
Teva a grandi sur un petit îlot à quelques encablures de Bora Bora. Il fait ses études secondaires à Hawaii et universitaires à San Francisco.
Initié à l'art par son père, à 18 ans il commence à sculpter le bois. Autodidacte, il aime travailler sur des arbres vivants ou enracinés. mais à partir de 2001, il préfère se consacrer à la pierre volcanique, qu'il estime « intemporelle et immuable ». Son rapport à la matière minérale relève du mystique.
Teva commence une carrière de présentateur et réalisateur d'émissions de télévision. En 1998, il présente l’émission Teva, des documentaires sur les peuples et civilisations vivant en harmonie avec la nature comme les dogons, les waoranis et les toradja, pour la chaîne télévisuelle La Cinquième, chaîne du savoir et de la connaissance. Cependant sa passion pour la sculpture prend le dessus. Ses sculptures sont souvent des visages à deux faces. Elles tiennent à la fois des anciens tiki marquisiens, des bustes figuratifs de Vaiere Mara, et parfois relèvent d'une influence africaine.

## Expositions et commandes d'œuvres monumentales
En 2012, il commence à exposer chaque année ses sculptures sur pierre à la Maison de la culture de Papeete. En février 2014 il rejoint le Centre de Création Contemporaine Teroronui Papeete ou CCCTP pour une ambitieuse exposition collective aux côtés de Chief Miko, de Jonathan Bougard et du photographe Massimo Colombini. Le CCCTP était un collectif transdisciplinaire, dont l’objectif était d’œuvrer à la pérennisation des cultures locales tout en soutenant la relation avec les moyens de communication modernes. Son existence aura été éphémère. La même année Teva vend une œuvre au producteur Hollywoodien Joel Silver, puis une sculpture monumentale au producteur hollywoodien Arnon Milchan. En 2015, c'est Guy Laliberté, créateur du Cirque du Soleil, qui fait l'acquisition de plusieurs œuvres monumentales.
En septembre 2015, il rejoint vingt artistes polynésiens à l'université de la Polynésie française pour Art Event, une exposition collective organisée et financée par l'UPF dans le but de soutenir la création contemporaine et les artistes, mais aussi afin de participer à l'éducation artistique et culturelle de chacun. Ses œuvres y retrouvent celles de Chief Miko et d'Andreas Dettloff.
Fin 2015, il travaille in-situ en accès libre une sculpture en pierre massive devant la salle Muriavai de la Maison de la culture, à Papeete. Début 2016, cette création est installée devant le Grand théâtre de la Maison de la culture à Papeete.

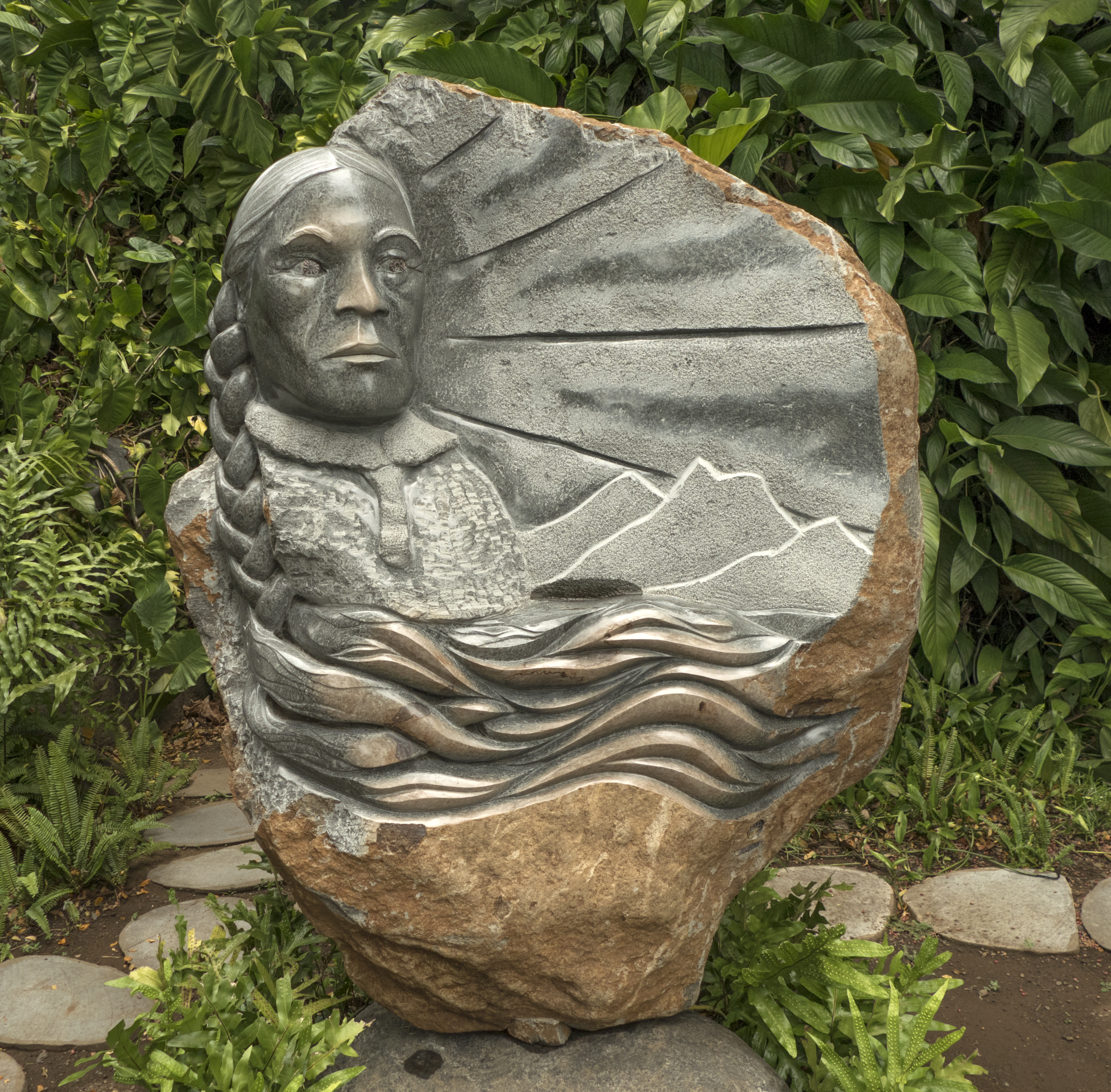
Monument à la mémoire de la reine Pomare IV.

En octobre 2017, il a réalisé une représentation en pierre de 800 kg de la reine Pomare IV qui est installée dans les jardins de la reine à Papeete, dans l'enceinte de l'Assemblée de Polynésie. Il s'agit d'une commande de Marcel Tuhiani.
En octobre 2021, il termine une tête imposante munie de yeux immenses et d’une bouche pulpeuse, commande destinée au décor d’un manoir britannique où trônent déjà des œuvres de Rodin. C’est une œuvre d’une grande taille, de 1,50 m environ. Son poids est compris entre 1,2 et 1,5 tonne. L’envoi d’une telle pièce de plus d’une tonne n’est pas chose aisée.